# Edgardo Donato
Edgardo Donato (Buenos Aires; 14 de abril de 1897 - Ib. 15 de febrero de 1963) cuyo nombre completo era Edgardo Felipe Valerio Donato fue un director de orquesta, compositor y violinista argentino considerado una importante figura vinculado al tango.
Como compositor se le recuerda especialmente como autor de la música de los tangos A media luz que es una de las tres obras del género más grabadas y difundidas en el mundo y Julián que es uno de los pocos con cierto contenido humorístico.

## Primeros años
Era hijo del matrimonio formado por los inmigrantes italianos Egilda Carfagna y Ernesto Donato, este último nacido en 1871 tocaba el mandolín primero y el violoncelo más adelante y llegó a dirigir en Montevideo, Uruguay una orquesta de cámara. El matrimonio tuvo nueve hijos, de los cuales tres fueron músicos. Ascanio chelista y compositor, Osvaldo, pianista y compositor y Edgardo Felipe Valerio, violinista.
Edgardo Donato nació en el barrio de San Cristóbal y era muy pequeño cuando su familia se trasladó a vivir a Montevideo. Apenas cursado el 5* grado de la escuela primaria debe dejarla para trabajar en un taller de esculturas. Estudió música desde los ocho años, primero con su padre y luego en el conservatorio Franz Liszt con el maestro Camilo Giucci.

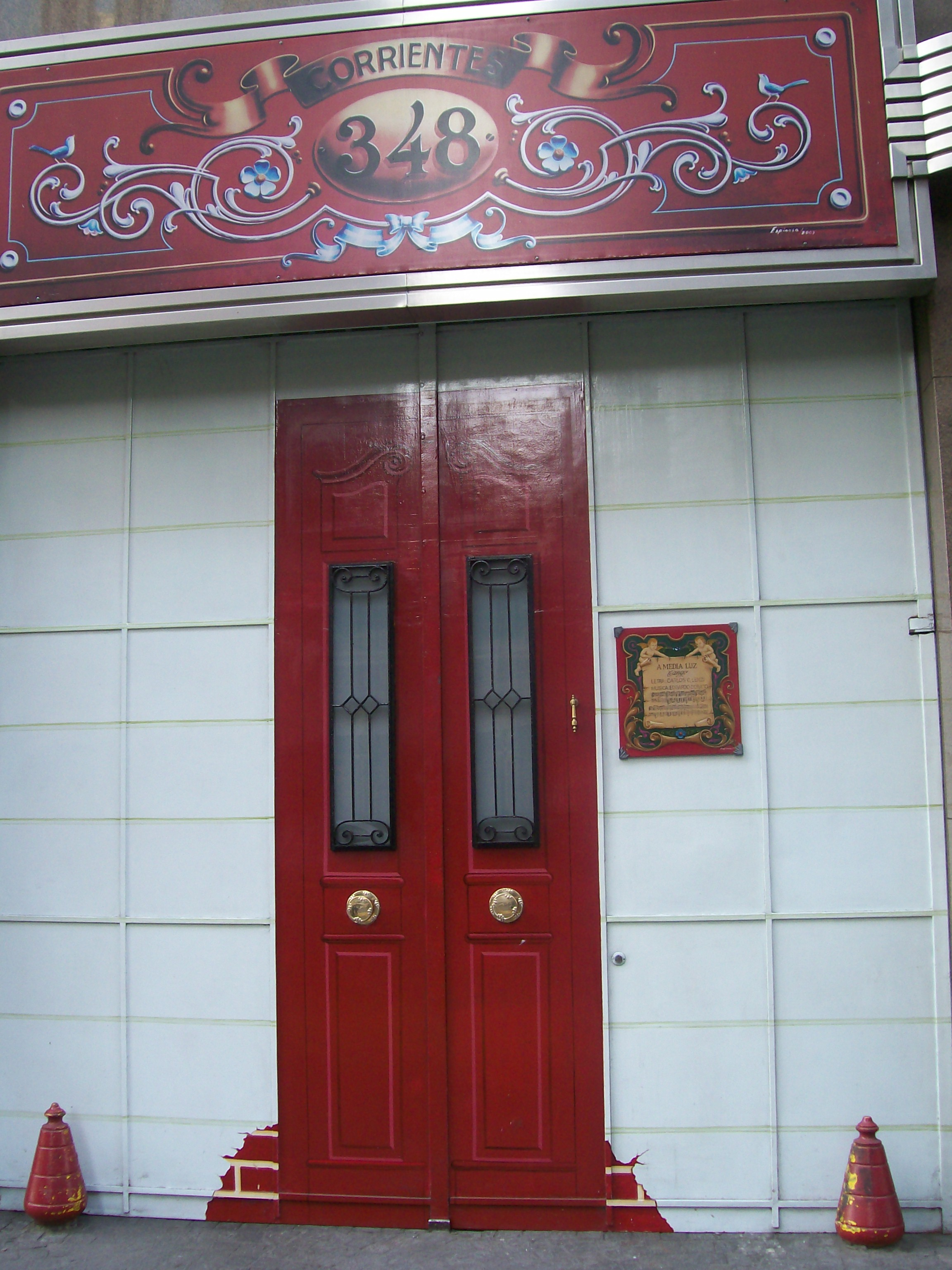
Frente actual de Corrientes 348 de Buenos Aires y cartel conmemorativo de A media luz

## Actividad como músico
A los 18 años decidió dedicarse por entero a la música y durante cuatro años trabajó dedicado a la música lírica como violinista junto a su padre, lo que dejó para laborar como violinista en el hotel Severi ingresar en la orquesta que dirigía el bandoneonista argentino José Quevedo, que estaba de paso por Montevideo con un conjunto en el actuaba como pianista Enrique Delfino.    
Poco después ingresó en la orquesta de jazz del pianista Carlos Warren (primera orquesta de jazz del Uruguay), con la que actuó en los cines Capitol y Trianón y en el Parque Hotel. Simultáneamente se incorporaba los días jueves a la orquesta de Eduardo Arolas, que viajaba desde Buenos Aires. En esa época traba relación con el violinista uruguayo Roberto Zerrillo con el que más adelante configuraría un dúo excepcional.   
En 1922 compuso el tango Julián, dedicado al baterista uruguayo Julián González y le pidió a José Panizza, colaborador de la revista El fogón que le pusiera letra, la que resultó modesta pero cargada de erotismo y con su dosis de humor. Inicialmente no consiguió que se lo editaran ni que se lo compraran, por lo que debió editarlo por su cuenta. Dos años después se lo ofreció a la cantante Rosita Quiroga, quien lo rechazó. El tango fue entonces a manos de la actriz, cantante y bataclana Iris Marga quien lo estrenó en la revista ¿Quién dijo miedo? que representaba la compañía de Roberto Cayol en el teatro Maipo de Buenos Aires y lo lanzó al éxito. Poco después fue grabado por Rosita Quiroga, lo que aumentó su difusión.
A todo esto Edgardo Donato seguía actuando en las dos capitales del Plata y fue así que estuvo en la inauguración del cabaret Tabarís de Buenos Aires y amenizando bailes en el club Uruguayo, de Montevideo, con la orquesta de José Domingo Pécora. También intervino como pianista en Radio Paradizábal de Montevideo, como violinista en el conjunto de Adolfo Carabelli en el cine Ópera, reemplazó a Julio De Caro en sus actuaciones en Ciro's y trabajó en el cine Select Buen Orden en el conjunto de Roque Citro. En esta misma época hay actuaciones de una agrupación formada por los tres hermanos Donato más batería, saxo y bandoneón en el café Avenida, donde su camino cruzó el del diplomático y autor teatral  uruguayo Carlos César Lenzi.

## A media luz
Donato seguía componiendo, y así en 1923 se suceden los tangos Corazoncito de oro, Beba y Muchacho, a todos los cuales puso letra Celedonio Flores. En 1925 Lenzi le entregó una letra que, al decir de José Gobello es "más lupanaria que erótica" Se trataba del tango A media luz que sería uno de los más grabados mundialmente en la historia del género, que fue estrenado en Montevideo, en la revista musical Su majestad la revista, con la voz de la vedette chilena Lucy Clory, que enseguida fue registrado por Firpo, Canaro y Gardel, iniciando la serie de grabaciones realizadas por los más diversos artistas en el mundo.

## Orquesta Donato-Zerrillo
En 1927 organizó junto a Roberto Zerrillo una orquesta que codirigieron bajo el rubro Donato-Zerrillo, formada por ellos en violines más el concurso de Héctor María Artola, José Roque Turturiello y Héctor Gentile en bandoneones, Armando Julio Piovani como violinista y cantor, Osvaldo Donato en el piano, Ascanio Donato en el violonchelo y Antonio Bancalá en contrabajo. Tras su debut el 14 de julio de 1927 en el cine Avenida de Montevideo y actuación posterior en los teatros Solís, Royal Pigall y Chantecler fueron contratados para una temporada en el cine Select Lavalle de Buenos Aires. Posteriormente José Spera reemplazó a Artola cuando este partió hacia Europa y se incorporó el cantor Luis Díaz.

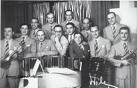
Edgardo Donato y su orquesta.

A todo esto, su tango Hasta luego con letra de Carlos Álvarez Pintos obtuvo el segundo premio en el Gran Concurso organizado por la grabadora Odeón en el teatro Urquiza de Montevideo.
La Orquesta Típica criolla Donato-Zerrillo, que era anunciada como "Los 9 ases del tango, la más formidable orquesta típica criolla que jamás se ha escuchado", debutó en Buenos Aires el 18 de marzo de 1928. Actuó en los teatros Smart, Nacional y L'Aiglon y en LOV Radio "Brusa" y LOK y realizó sus primeras grabaciones para el sello Brunswick.
De esa época es el tango Se va la vida que componen Donato y Zerrillo con versos de Luis Mario (seudónimo de la poetisa María Luisa Carnelli), que fue éxito en la voz de Azucena Maizani y de Agustín Magaldi.

## La orquesta de Edgardo Donato
En 1930, después de una breve gira junto a Azucena Maizani, el rubro se disolvió amigablemente, Donato se quedó con la orquesta en Buenos Aires en tanto Zerrillo marchó a continuar su actividad en Chile. Se produjo entonces un cambio de estilo, hay un mayor lucimiento de los solistas, con arreglos especiales para el bandoneón en el que se destacaba José Roque Turturiello y un estilo marcado netamente bailable. Las intervenciones de Donato como solista mostraban su estilo alegre de ejecución, jugando con la caja, el arco y las cuerdas. Así por ejemplo se lo veía tocar moviendo la caja del violín mientras sostenía el arco en posición vertical apoyado en la rodilla.
Los integrantes eran: 
- José Roque Turturiello, Vicente Vilardi y Miguel Bonano (bandoneones).
- Edgardo Donato, Armando Julio Piovani y Pascual Humberto Martínez (violines).
- Osvaldo Donato (piano).
- Ascanio Donato (violonchelo).
- José Campesi (contrabajo).
- Luis Díaz, Antonio Rodríguez Lesende, Carlos Viván y Teófilo Ibáñez (cantores).

La orquesta actuó en la inauguración del cine Broadway, volvió en 1931al Select Lavalle para pasar luego al Rialto, en el barrio de Flores y trabajó en diversas radios. Hacia fines de 1931 amenizaba bailables en el teatro San Martín, que eran transmitidos por LS9, radio La Voz del Aire, con una orquesta gigante.
En el concurso realizado en 1932 por la Sociedad de Beneficencia en el teatro Colón Donato obtuvo el segundo premio con el tango El huracán, compuesto en colaboración con su hermano Osvaldo y al que luego se le adosó la letra de Nolo López. Al año siguiente en el Campeonato Nacional del Tango realizado en el Luna Park la orquesta fue consagrada por votación popular en el segundo lugar detrás del conjunto de Julio De Caro. También pasó por la orquesta de Donato el por entonces novel cantor Hugo del Carril que en 1935 grabó La caída de la estantería, de Donato y Rubistein.

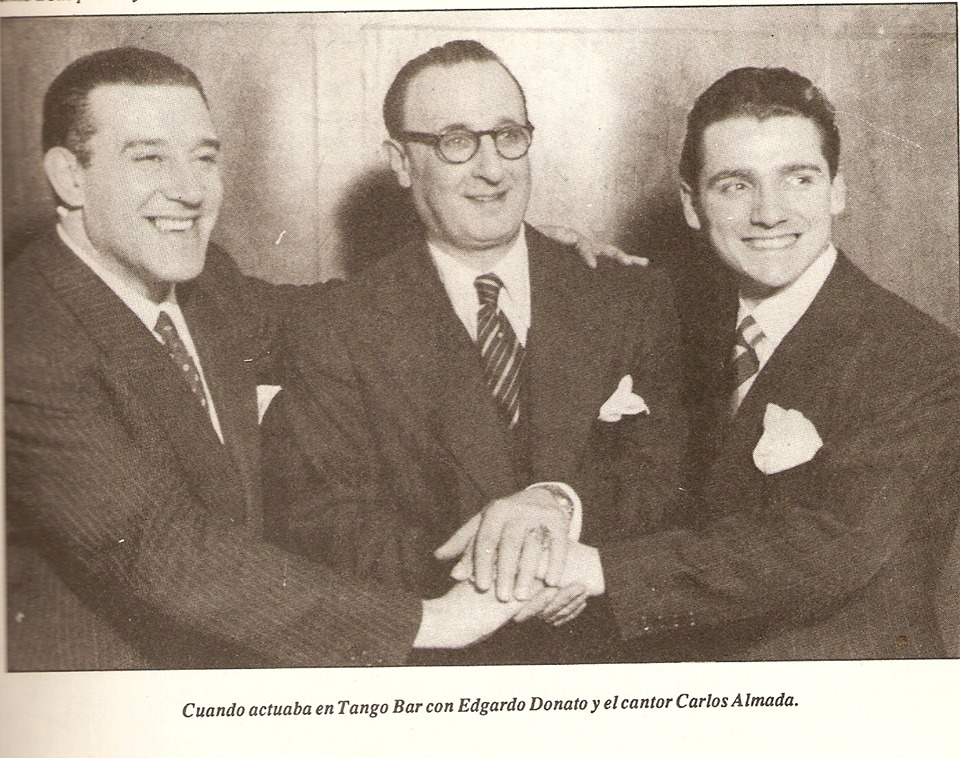
Carlos Almada, Edgardo Donato y Oscar Ferrari.

Donato siguió con actuaciones radiofónicas en LR8, Radio Prieto y La Voz del Aire y en 1934 se incorpora Antonio Maida como su nuevo cantor. En 1935 compuso la música del filme Riachuelo y el tango del mismo nombre cantado por Alberto Gómez obtiene gran éxito. Donato incorporó a su orquesta tanguera una modalidad distinta, que más adelante desarrolló con éxito Enrique Rodríguez, con el agregado de piezas de otros ritmos, como foxtrots, pasodobles y rancheras. Es así que entre 1934 y 1935 con la voz de Antonio Maida grabó piezas como los pasodobles Sandia calada y Noches sevillanas y las rancheras Abandonada, De ade yerba, Ensalada mixta y Pa semejante candil, además de los tangos Quién más, quién menos, Riachuelo -tema de la película homónima- y Ruego, todos por Maida a dúo con el violinista de la orquesta Armando Julio Piovani que en esa labor tomaba el nombre de "Randona". Grabaron en total 24 temas.
En 1936 su orquesta se unió a un conjunto gigante formado además con los integrantes de las orquestas de Julio De Caro, Francisco Lomuto, Juan Canaro y Ricardo Tanturi, con los que alternaba la dirección.  Para esa época la formación de Donato era la siguiente:
- José Roque Turturiello, Vicente Vilardi, Eliseo Marchesse y José Budano (bandoneones).
- Armando Julio Piovani, Domingo Mirillo y José Pollicita (violines).
- Osvaldo Donato (piano).
- Ascanio Donato (violoncelo).
- José Campesi (contrabajo).
- Washington Bertolini (seudónimo de Osvaldo Bertoni) (acordeón a piano).
- Horacio Lagos, Lita Morales y Romeo Gavio (cantores).

En 1938, ya con la cancionista María de la Fuente, además de las actuaciones en Radio Stentor y Radio El Mundo animó bailes en el Palacio Salvo de Montevideo y en el O'Key Club de Buenos Aires. En 1940 animó los bailes de Carnaval del Pueyrredón en el barrio de Flores.
En 1944 actuó con su orquesta en la confitería Arco Iris y formó un cuarteto evocativo -Los caballeros del recuerdo-, con Francisco Pracánico, en el piano, Anselmo Aieta, en el bandoneón y Domingo Donnaruma y el mismo Donato en violines, dedicado a la ejecución de obras de la Guardia Vieja. En 1945, su hermano Osvaldo formó orquesta propia a la que llevó la mayoría de sus músicos. Edgardo Donato organizó entonces una nueva formación con Ernesto Rossi como primer bandoneón y arreglador, Julián Plaza, Veseiro y Conti en bandoneón, Rolando Curzel como primer violín, Bernardo Blas en piano Domingo Donnaruma en bajo y los cantores Alberto Podestá y Roberto Beltrán, a los que luego se agregaría Pablo Lozano. En ese año dejó el sello RCA Victor para pasar a grabar para Pampa.

## Últimos años
En 1948 apareció en la exitosa película Pelota de trapo con el cantor Oscar Fuentes. En 1950 actuó en el Tango Bar, en 1951 en el café Marzotto y en 1955 reapareció por Radio El Mundo con el cantor Oscar Peralta.
Cuando ya hacía tiempo que se había retirado de la actividad, falleció el 15 de febrero de 1963 de un infarto agudo de miocardio.

## Valoración
A lo largo de su carrera Edgardo Donato grabó más de 400 obras. Para el sello Brunswick registró más de 130 obras, el 9 de diciembre de 1932 pasó a la Victor, donde permaneció hasta el final, salvo un breve paso por el sello Pampa.
Compuso más de doscientas obras, algunas de las cuales se consideran verdaderos clásicos del género como A media luz, Julián, Muchacho, El huracán, entre otros. 
Donato poseía un lenguaje musical muy particular, esencialmente rítmico, y la suya fue una orquesta preocupada, ante todo, por ejecuciones apropiadas para los bailarines. Este juicio en manera alguna va en desmedro de sus méritos y así José Gobello dice que "quizás la fama de Donato sea inferior a la que merece un grande del tango como fue. Sin duda que contra este grande conspiró la circunstancia de que cuando él triunfaba el número de grandes era también muy grande"

## Su vinculación con el cine
Edgardo Donato actuó con su orquesta en 1933 en ¡Tango! la primera película sonora argentina  y en el filme Los tres berretines del mismo año. También compuso la música de las películas Riachuelo (1934), Picaflor (1935) y Así es el tango (1937). Posteriormente actuó en Pelota de trapo (1948).

## Obras musicales
Obras sin especificar son tangos.
- A las dos de la mañana (letra de Gerónimo Martinelli Massa)
- A media luz (tango milonga, letra de Carlos César Lenzi)
- Abombada (ranchera, letra de Máximo Orsi)
- Adónde vas, tan regalón (ranchera, en colaboración con Osvaldo Donato, letra de Nolo López (seudónimo de Manuel López))
- Alas rotas (letra de Maruja Pacheco Huergo)
- Amores viejos (letra de Mario Battistella)
- Así es el tango (letra de	Homero Manzi)
- Beba (tango canción, letra de Celedonio Flores)
- Berretín (letra de Máximo Orsi)
- Bigotito (letra de Celedonio Flores)
- Cara negra (milonga, letra de José Rótulo)
- Cartón ligador (tango milonga, letra de Roberto Fontaina y Víctor Soliño)
- Catalina (maxixa, en colaboración con Carlos Warren)
- Che, no hay derecho (letra de José de Prisco)
- Chiquilinadas (ranchera, letra de Nolo López (seudónimo de Manuel López))
- Cómo me gusta (letra de Luis Mario (seudónimo de María Luisa Carnelli))
- Compadrito (en colaboración con Osvaldo Donato, letra de Luis Díaz)
- Congoja (tango canción, letra de Luis Rubistein)
- Corazoncito de oro (letra de Celedonio Flores)
- Cosita linda (letra de Alberto Aguirre)
- Cuando se escriba tu historia (letra de Máximo Orsi)
- Dejala que siga (letra de Ray Rada)
- Derrota
- Desensillá hasta que aclare (letra de Manuel Romero)
- Don José (gran tango milonga, en colaboración con Roberto Zerrillo, letra de Francisco Antonio Bastardi)
- El acomodo (gran tango milonga)
- El disloque (letra de Nolo López (seudónimo de Manuel López))
- El hijo de Julián (letra de Carlos Zamalvide)
- El huracán (en colaboración con Osvaldo Donato, letra de Nolo López (seudónimo de Manuel López))
- El lecherito (milonga, letra de Horacio Sanguinetti)
- El lengue (tango canyengue)
- El ratón Mickey (tango milonga)
- En aquel cuartito (en colaboración con Juan Baüer, letra de Máximo Orsi)
- En el beso de la luna (milonga, letra de Máximo Orsi)
- Ensalada mixta (ranchera, letra de Máximo Orsi)
- Esquinita (letra de Edmundo Bianchi)
- Felicitame hermano (en colaboración con Osvaldo Donato, letra de Héctor Gagliardi)
- Gato (letra de Homero Manzi)
- Hacete cartel (letra de Antonio Botta)
- Has llegado (vals, letra de Marvil (seudónimo de Elisardo Martínez Vilas)
- Hasta luego (gran tango canción, letra de Carlos Álvarez Pintos)
- Hay que acomodarse (letra de Antonio Botta)
- Julián (tango canción, letra de José Panizza)
- La caída de la estantería (letra de Luis Rubistein)
- La de los ojos tristes (letra de Héctor Marcó)
- La gran aldea (letra de Horacio Sanguinetti)
- La llorona (ranchera, letra de Julio Romero (seudónimo de Manuel Romero))
- La milonga que faltaba (milonga tangueada, letra de Carlos Pesce)
- La misma calle (letra de Francisco García Jiménez)
- La quebrada (tango canyengue)
- Lágrimas (letra de Maruja Pacheco Huergo)
- Madreselva (vals, en colaboración con Osvaldo Donato)
- Malala (tango canción, letra de Víctor Soliño)
- ¡Mamá! (letra de Celedonio Flores)
- Mañana (letra de Ivo Pelay)
- Mañanita (letra de Alfredo Bigeschi)
- Marcelo (en colaboración con Carlos Warren, letra de Miguel Héctor Escuder)
- María (vals, letra de Carlos Pesce)
- Mi porteñita grácil (pasodoble, letra de Juan Bautista Abad Reyes)
- Mi serenata (tango canción, letra de Juan Carlos Thorry)
- Mi Virgencita de Luján (vals, letra de Horacio Basterra)
- ¡Miau!... (ranchera humorística, letra de Luis Rubistein)
- Mis pesares (letra de Carlos Pesce)
- Muchacho (letra de Celedonio Flores)
- Muñequita de trapo (letra de Lucy Clory)
- Murió el malevo
- Ni te perdono ni te olvido (tango milonga, letra de Antonio Miguel Podestá)
- No aguanto más (tango canción)
- No es manca la paisana (ranchera, letra de Francisco Brancatti)
- No es pa' tanto (letra de Máximo Vago (seudónimo de Clemente Alberto Moreno)
- No te cases (letra de Carlos Pesce)
- ¡Oiga!.. (tango callejero, letra de Francisco Antonio Bastardi)
- ¡Para qué..! (letra de Maruja Pacheco Huergo)
- Para ser copero (tango milonga, en colaboración con Osvaldo Donato, letra de Raúl Estades)
- Parece ayer (letra de José María Contursi)
- Pasos (letra de Enrique Cadícamo)
- Penas (vals criollo, letra de Máximo Orsi)
- Pensalo bien... (tango canción, letra de Carlos Álvarez Pintos)
- Petronila y Candelario (ranchera, letra de Máximo Orsi)
- Picaflor (canción tango, letra de Máximo Orsi)
- Pobre soñador (letra de Julio Romero (seudónimo de Manuel Romero))
- ¡Por eso grito! (letra de César Córdoba (seudónimo de César José Fábregas))
- Por 'H' o por 'B' (milonga, letra de Enrique Dizeo)
- Por mi viejita (en colaboración con Roberto Zerrillo, letra de Víctor Soliño)
- Porque sos así (letra de Alfredo Bigeschi)
- Porteña linda (milonga, letra de Horacio Sanguinetti)
- Protestona (ranchera, letra de Máximo Orsi)
- Pura chispa (letra de Iván Diez)
- Puras plumas (letra de Víctor Soliño)
- Repique del corazón (milonga, letra de José Rótulo)
- Riachuelo (letra de Máximo Orsi)
- Risas (letra de Máximo Orsi)
- Rosalinda (vals, letra de Máximo Orsi)
- Se va la lancha (en colaboración con Héctor María Artola, letra de Francisco Antonio Bastardi)
- Se va la vida (en colaboración con Roberto Zerrillo, letra de Luis Mario (seudónimo de María Luisa Carnelli))
- Siga el baile (candombe, en colaboración con Carlos Warren)
- Siga el tango (en colaboración con Carlos Warren, letra de Francisco Antonio Bastardi)
- Soñadora (maxixa)
- ¿Sos vos? ¡Qué cambiada estás! (letra de Celedonio Flores)
- Te busco (letra de Héctor Marcó)
- Te gané de mano (letra de Juan Bautista Abad Reyes)
- Toda mía (letra de Carlos Álvarez Pintos)
- Triqui-tra (letra de Maruja Pacheco Huergo)
- Triste y sin alpiste (ranchera, letra de Hugo Zamora)
- Tu desprecio (letra de Homero Manzi)
- Un libro	(letra de Carlos Pesce)
- Un poco tarde (letra de Reynaldo Yiso)
- Venite conmigo (A ella...) (tango canción, letra de Celedonio Flores)
- Vivo sin sombra, lejos de ti (vals, letra de Carlos Pesce)
- Volvé!... (tango canción, letra de Luis Bayón Herrera)
- Volvé a casa (letra de Francisco Antonio Bastardi)
- Y llegó el amor (vals, letra de Máximo Orsi)
- Ya se ha marcao la hacienda (ranchera, letra de Luis Díaz)
- Yo te amo (letra de Carlos César Lenzi)